# Bare (Visoko, BiH)
Bare su naseljeno mjesto u gradu Visokom, Federacija Bosne i Hercegovine, BiH.

## Stanovništvo

### 1991.
Nacionalni sastav stanovništva 1991. godine, bio je sljedeći:
ukupno: 97
- Hrvati - 67
- Muslimani - 30

### 2013.
Nacionalni sastav stanovništva 2013. godine, bio je sljedeći:
ukupno: 18
- Bošnjaci - 18